# پارک کوتشاخ

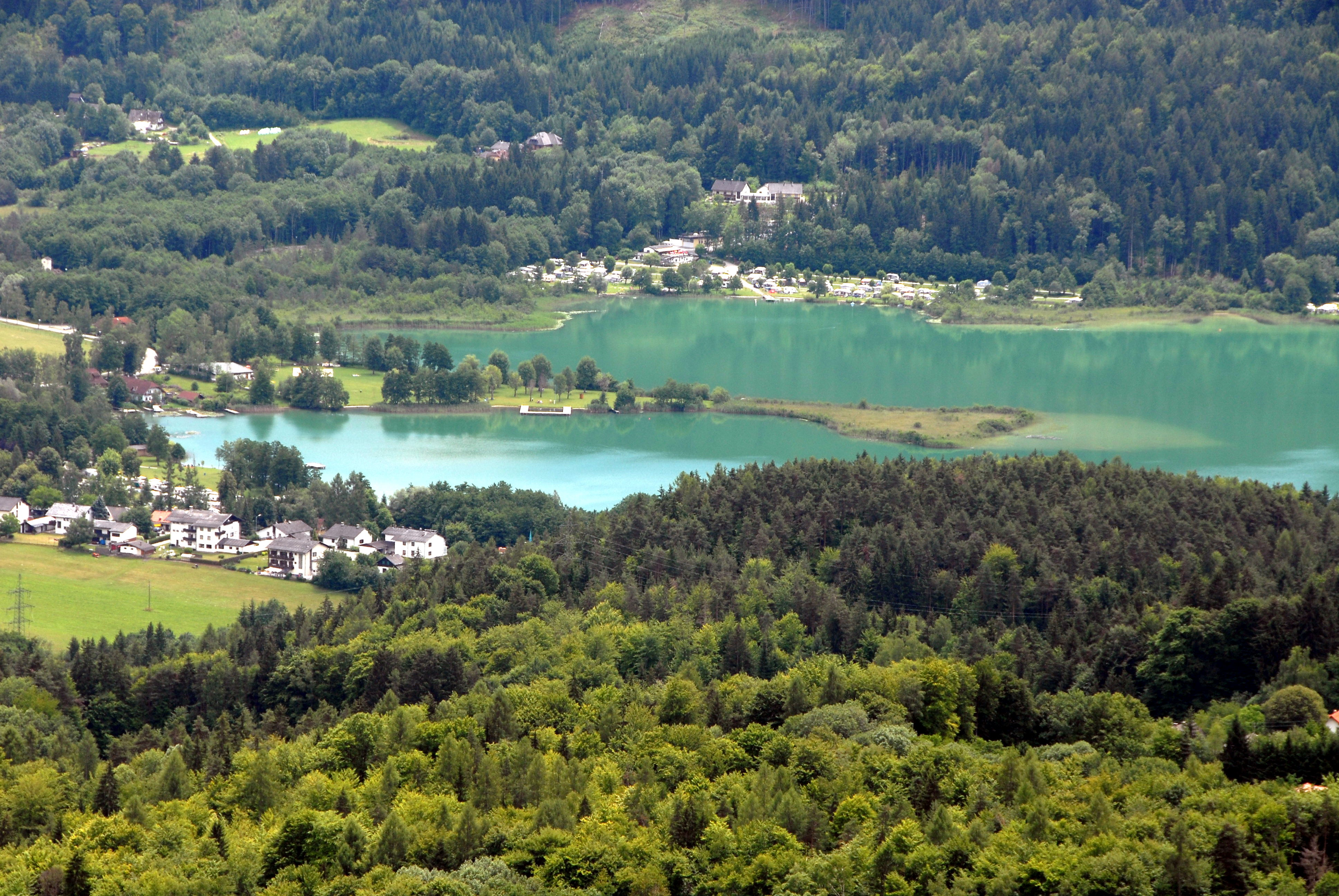
نمایی از پارک کوتشاخ

پارک کوتشاخ (به آلمانی: Keutschacher See) در پیرامون دریاچه کرنتنیا و در ایالتی به همین نام جنوب اتریش قرار دارد ، بررسی‌های زمین‌شناسی نشان می‌دهد وسعت دریاچه کرنتینا بیشتر از اکنون بوده است باتلاق‌های شمال و شرق دریاچه گویای این نظر است .    در کرانه جنوبی دریاچه کرنتینا دو پلاژ برهنگی وجود دارد ظرفیت ۳۰۰۰ مهمان را دارا می باشد . این پارک دارای آبسراهای تاریخی عصرنوسنگی می باشد که توسط فردیناند فن هوشتتر کشف شده است . 